# Samuel von Pufendorf
Samuel von Pufendorf (Dorfchemnitz, Kursachsen, 8. siječnja 1632. – Berlin, 13. listopada 1694.), njemački filozof.
Bio je tipični novovjekovni mislilac. Na njegovu misao najviše su utjecali René Descartes i racionalno - etička filozofija Barucha de Spinoze.